# Bukszpan zwyczajny
Bukszpan zwyczajny, bukszpan wiecznozielony (Buxus sempervirens L.; pot. gryszpan, gwar. gryczpan) – gatunek krzewu, należący do rodziny bukszpanowatych. Występuje w Afryce Północnej, Europie Środkowej i Południowej, w Azji Mniejszej i na Kaukazie, aż po Himalaje. W Polsce tylko sadzony, jako roślina ozdobna.

## Morfologia
PokrójKrzew o zimozielonych liściach, do 3 m wysokości. Pokrój kulisty, bardzo zwarty. Rośnie powoli i jest rośliną długowieczną.
LiścieSkórzaste, błyszczące, eliptyczne, ciemnozielone liście ustawione naprzeciwlegle na pędach, bardzo gęsto. Mają charakterystyczny zapach.
KwiatyBardzo drobne, żółtawobiałe, w krótkich i gęstych gronach, wyrastają w kątach liści. Są to kwiaty jednopłciowe. Męskie mają okwiat składający się z 4 nierównych listków i 4 pręciki, żeńskie okwiat 4–8 listkowy i 1 słupek z 3 krótkimi i trwałymi szyjkami. Kwiaty są licznie odwiedzane przez pszczoły.
OwoceTorebka.

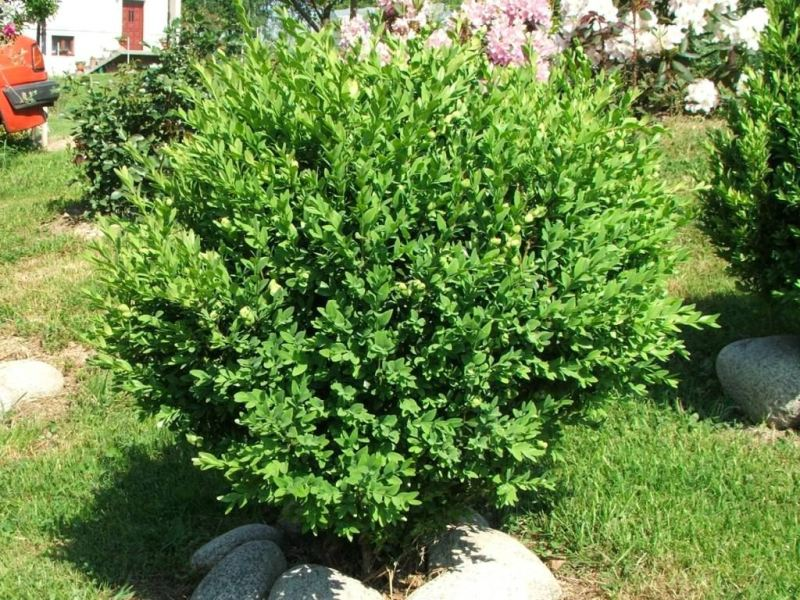
Pokrój
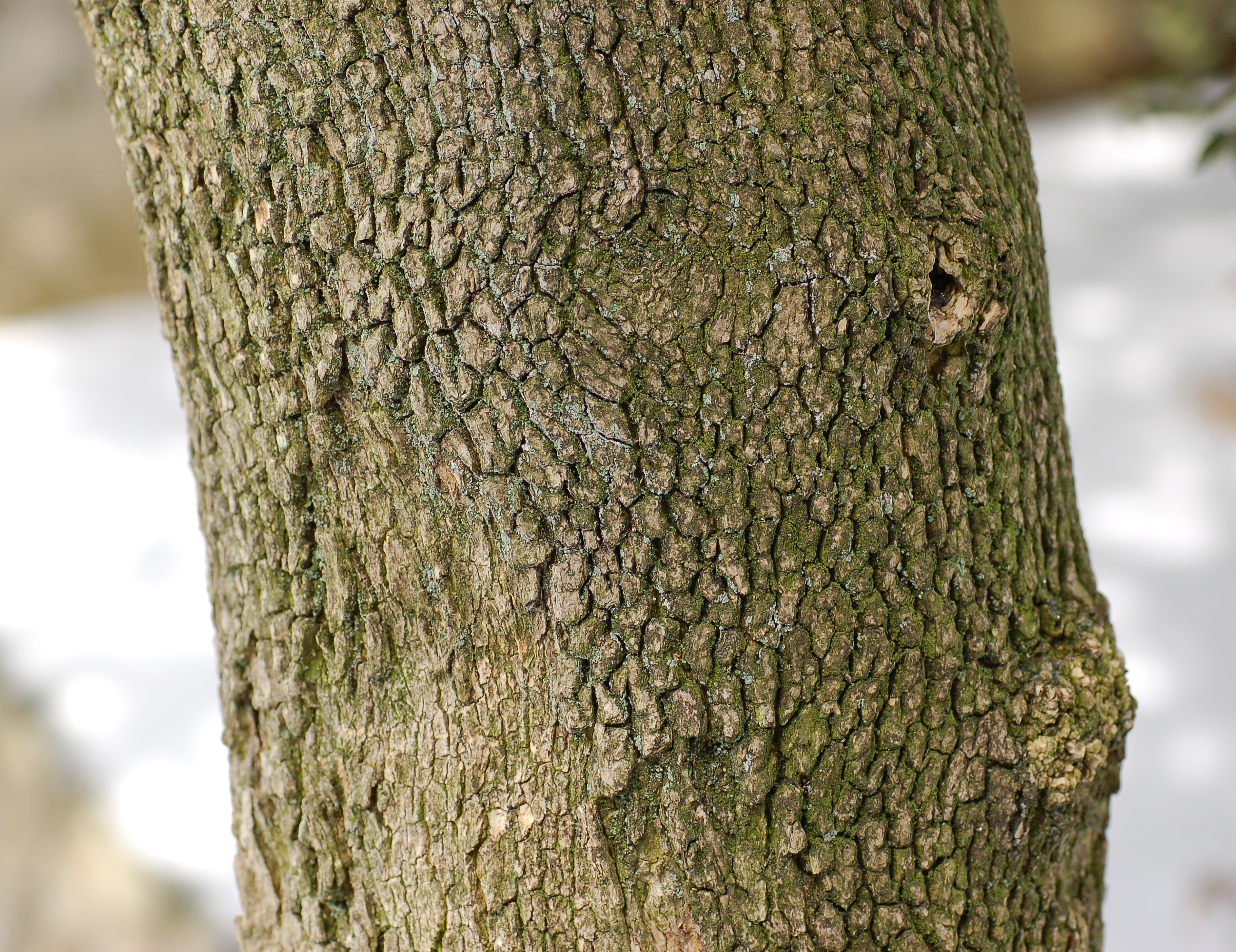
Kora
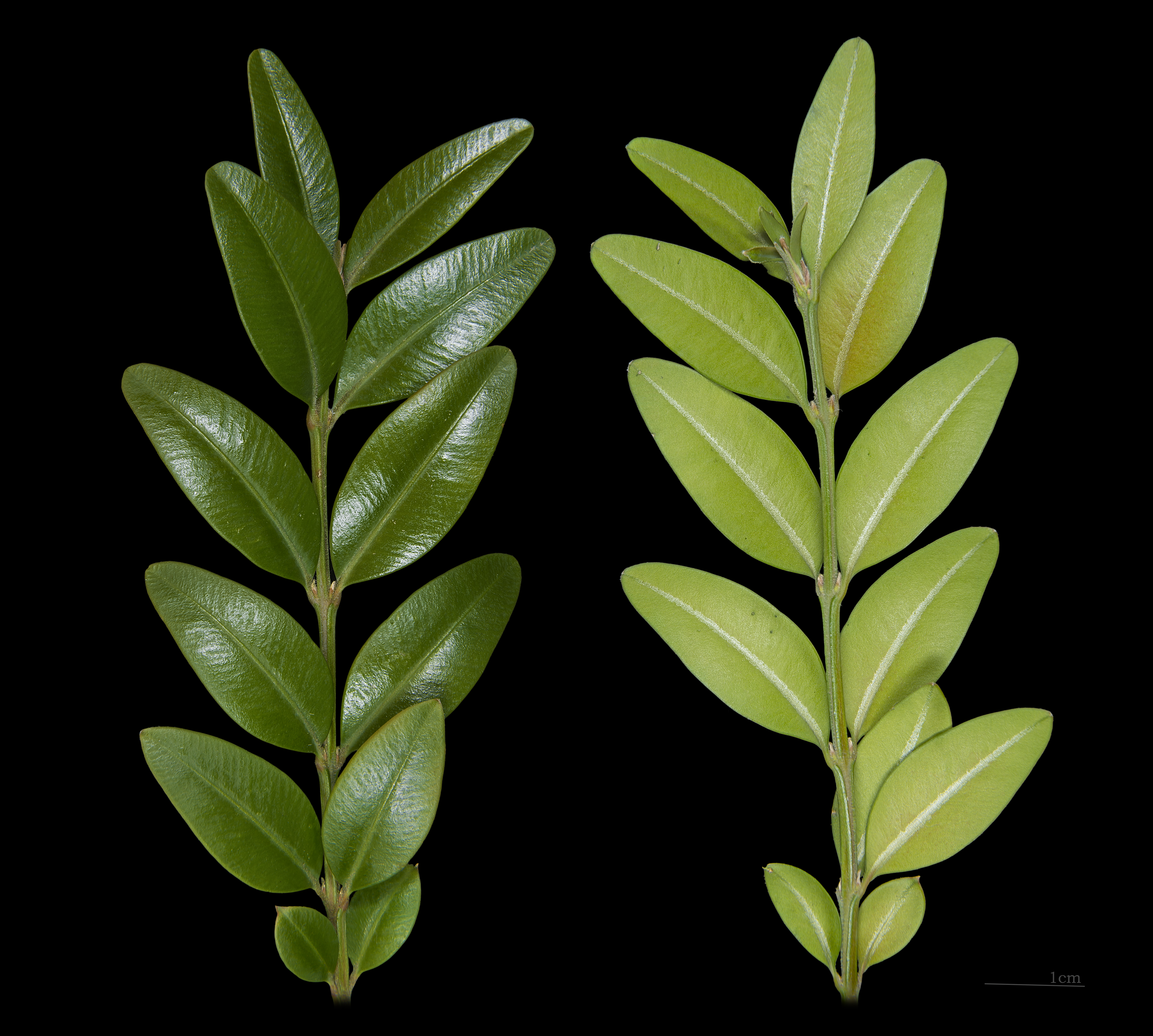
Liście
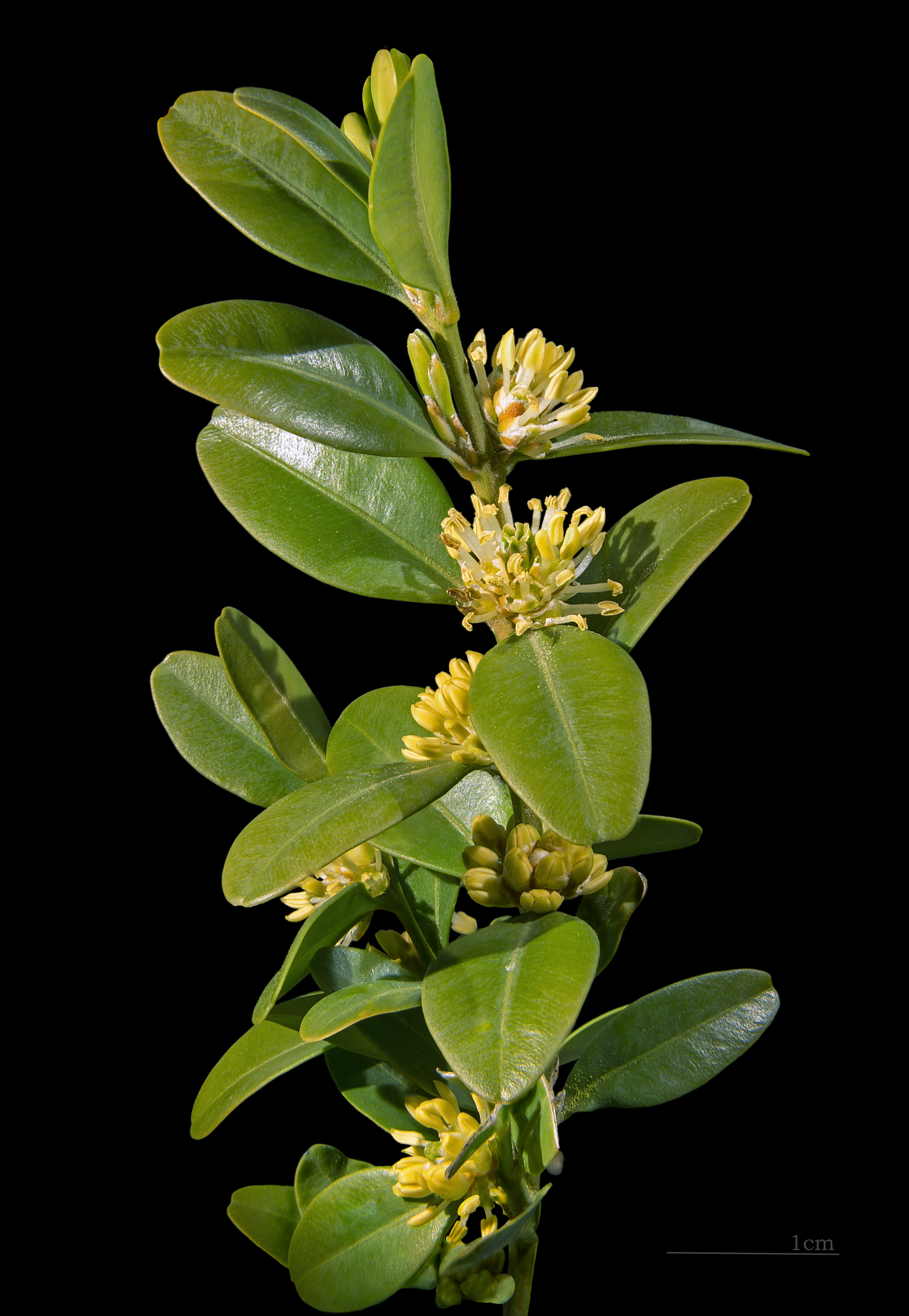
Kwiaty
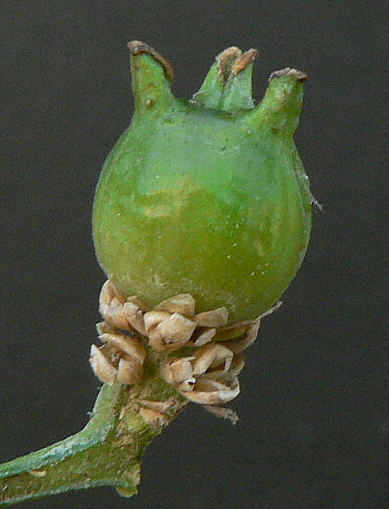
Owoc

## Biologia i ekologia
Roślina wieloletnia. W swoim naturalnym biotopie rośnie w zacienionych miejscach. Potrzebuje gleby o odczynie obojętnym lub lekko zasadowym. Jest rośliną długowieczną, rośnie powoli, ale może osiągnąć nawet wysokość 9 m i wykształcić pień o średnicy 30 cm.

## Zastosowanie
- Roślina uprawna: uprawiany od dawna, jako roślina ozdobna, ze względu na swoje bardzo gęste, ozdobne, zimozielone liście i ładny pokrój. Doskonale znosi cięcie, można go formować na różne bryły geometryczne. Nadaje się również na żywopłoty.
- Drewno twarde, dobrze nadające się do toczenia i polerowania. Wykorzystywane od dawna do wyrobu mebli i przedmiotów ozdobnych. W czasach starożytnych było bardzo cenione, często inkrustowano je kością słoniową. Takie przedmioty znaleziono w wykopaliskach starożytnego Egiptu. Bukszpan wymieniony jest również w biblijnej Księdze Izajasza (Iz 60,13)[9].

## Odmiany
- 'Aureovariegata' – ma barwne liście; młode są żółte, starsze zielonożółte. Rośnie dość szybko, jest wrażliwy na mróz.
- 'Argenteovariegata' – liście biało obrzeżone
- 'Golden China' – młode przyrosty mają intensywnie żółty kolor
- 'Marginata' – liście żółto obrzeżone
- 'Rotundifolia' – liście z żółtym rysunkiem. Krzew szybko rosnący
- 'Suffruticosa' – karłowaty, gęsty krzew (do 1 m wysokości). Używany jest na niskie żywopłoty
- 'Vardar Valley' – ma kulisty pokrój

## Uprawa
Jest łatwy w uprawie. Dobrze rośnie na większości rodzajów gleb. Może rosnąć zarówno w słońcu, jak i w cieniu. Jest dość wytrzymały na przemarzanie, jednak podczas bardzo dużych mrozów lub wietrznych zim przemarza. Dobrze znosi suszę. Przycinać można go przez cały rok. Przed zimą należy go obficie podlewać, aby miał zapas wody na zimę. Uprawia się go zazwyczaj z ukorzenionych sadzonek, ich ukorzenianie jest trudne.